# Al Jumaliyah
Al Jumaliyah (Arabisch: الجميلية) is een gemeente in Qatar.
Al Jumaliyah telde in 2004 bij de volkstelling 10.303 inwoners.
Al Ghuwariyah · Al Jumaliyah · Al Khawr · Al Wakrah · Ar Rayyan · Ash Shamal · Doha · Jariyan al Batnah · Mesaieed · Umm Salal